# ANZAC Cup
L'ANZAC Cup ou la Slater + Gordon ANZAC Cup est un tournoi d'exhibition célébré chaque année la dernière semaine d'avril lors de la Journée de l'ANZAC à Villers-Bretonneux. L'équipe masculine et l'équipe féminine, les Coquelicots, y affrontent les Aussie Spirit, équipes formées de joueurs et joueuses australiens expatriés en Europe. La première édition masculine qui s'est déroulée le 26 avril 2009 a vu la victoire de l'Équipe de France 175 (27.13.) à 56 (8.8.). L'édition féminine s'est quant à elle déroulée le 25 avril 2016 et  a vu la victoire de l'équipe franco-australienne face aux gauloises.

## Historique

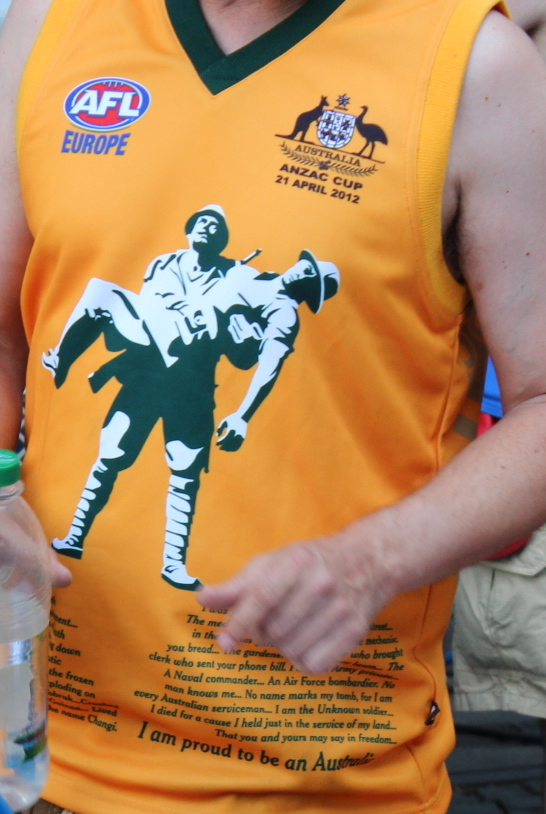
Maillot de l'ANZAC Cup en 2012.

Les Coquelicots (une équipe de France composée de joueurs français et d'expatriés résidant en France) naissent à l'occasion de l'ANZAC Cup 2009, un tournoi d'exhibition en hommage aux soldats australiens morts en France lors de la Première Guerre mondiale. Ce tournoi est célébré chaque année lors de la Journée de l'ANZAC, le 25 avril. Les Coquelicots y affrontent les Aussie Spirit, équipe formée de joueurs australiens expatriés en Europe. La première édition de la rencontre féminine a lieu le 25 avril 2015 et voit la victoire des franco-australiennes (par manque d'effectif dans les rangs australiens) face aux gauloises sur le score de  ?
Le nom de Coquelicot vient de la tradition de fixer un coquelicot sur une tombe ou sur le monument collectif pour témoigner de son passage sur le Mémorial national australien de Villers-Bretonneux.

## Palmarès et statistiques

### Tournoi Masculin
| Date          | Vainqueur      | Deuxième  | Score                     |
| ------------- | -------------- | --------- | ------------------------- |
| 26 avril 2009 | Australie      | France    | 27.13.(175) – 8.8.(56)    |
| 24 avril 2010 | France         | Australie | 18.18.(126) – 15.1.(102)  |
| 23 avril 2011 | Australie      | France    | (147) – (14)              |
| 25 avril 2012 | France         | Australie | (78) – (9)                |
| 20 avril 2013 | France         | Australie | 21.16.(142) – 15.11.(101) |
| 26 avril 2014 | Australie      | France    | 37.14.(248) – 2.7.(18)    |
| 25 avril 2015 | Australie      | France    | (112) - (63)              |
| 23 avril 2016 | Australie      | France    | 22.11.(143) - 8.10 (58)   |
| 23 avril 2017 | Australie      | France    | 13.12.(90) - 6.15.(51)    |
| 25 avril 2018 | Australie      | France    | 84 - 67                   |
| 20 avril 2019 | France         | Australie | 10.15 (75) - 4.9 (33)     |
| 2020          | Annulé - COVID |           |                           |
| 2021          | Annulé - COVID |           |                           |
| 24 avril 2022 | Australie      | France    | 8.13 (61) - 8.11 (59)     |
| 23 avril 2023 | France         | Australie | 17.18 (120) - 6.5 (41)    |

| Rang | Sélections | Titre(s) | Année(s)                                  |
| ---- | ---------- | -------- | ----------------------------------------- |
| 1    | Australie  | 8        | 2009, 2011, 2014, 2015 2016, 2017 et 2022 |
| 2    | France     | 5        | 2010, 2012, 2013, 2019 et 2023            |

### Tournoi Féminin
| Date          | Vainqueur | Deuxième  | Score               |
| ------------- | --------- | --------- | ------------------- |
| 25 avril 2015 | France    | Australie | ?                   |
| 23 avril 2016 | Australie | France    | (107)- 0.5.(5)      |
| 23 avril 2017 | Australie | France    | 9.15.(69)- 3.8.(26) |
| 25 avril 2018 |           |           |                     |

| Rang | Sélections | Titre(s) | Année(s)     |
| ---- | ---------- | -------- | ------------ |
| 1    | Australie  | 1        | 2016 et 2017 |
| 2    | France     | 1        | 2015         |

### Statistiques et records

#### Masculin
- L'équipe la plus couronnée : l'Australie (huit titres)
- La plus large victoire de l'Australie :  248 à 18 (+ 230) en 2014
- La plus petite victoire de l'Australie : 61 à 59 (+ 2) en 2021
- La plus large victoire de la France :  120 à 41 (+ 79) en 2023
- La plus petite victoire de la France : 126 à 102 (+ 24) en 2010
- Record d'affluence pendant la compétition : ?
- Le plus grand écart entre deux titres de l'Australie : 2 ans (2011-2014)
- Le plus grand écart entre deux titres de la France : 5 ans (2013 - 2019)
- La rencontre la plus prolifique: 266 points marqués (2014)
- La rencontre la moins prolifique: 87 points marqués (2012)

#### Féminin
- L'équipe la plus couronnée : l'Australie (deux titres)
- La plus large victoire de l'Australie :  107 à 5 (+102) en 2016
- La plus petite victoire de l'Australie : 107 à 5 (+102) en 2016
- La plus large victoire de la France : ?
- La plus petite victoire de la France : ?
- Record d'affluence pendant la compétition : ?
- Le plus grand écart entre deux titres de l'Australie :
- Le plus grand écart entre deux titres de la France : 2 ans (2015-en cours)
- La rencontre la plus prolifique: 112 points marqués (2016)
- La rencontre la moins prolifique: 112 points marqués (2016)